# Kikinda Mammoths 2022
Questa voce raccoglie le informazioni riguardanti i Kikinda Mammoths nelle competizioni ufficiali della stagione 2022.

## Prva Liga 2022

### Stagione regolare
| Rakovica 26 marzo 2022, ore 15:15 1ª giornata | Beograd Vukovi | 41 – 6 (14-0 20-6 7-0 0-0) referto | Kikinda Mammoths | Sportski centar |

| 2 aprile 2022, ore 16:00 2ª giornata | Kikinda Mammoths | 6 – 2 referto | Novi Sad Wild Dogs |  |

| 7 maggio 2022, ore 15:00 5ª giornata | Kragujevac Wild Boars | 54 – 12 referto | Kikinda Mammoths |  |

| 15 maggio 2022, ore 16:00 Anticipo 6ª giornata | Kikinda Mammoths | 27 – 14 referto | Požarevac Pastuvi |  |

| 29 maggio 2022, ore 16:00 Recupero 4ª giornata | Kikinda Mammoths | 21 – 8 referto | Jagodina Black Hornets |  |

| 5 giugno 2022, ore 17:00 7ª giornata | Belgrade Blue Dragons | 67 – 16 | Kikinda Mammoths |  |

### Playoff
| 11 giugno 2022, ore 16:00 Wild Card | Kikinda Mammoths | 6 – 33 | Novi Sad Wild Dogs |  |

## Statistiche di squadra
| Competizione      | %Vittorie | In casa | In casa | In casa | In casa | In casa | In casa | In trasferta | In trasferta | In trasferta | In trasferta | In trasferta | In trasferta | Totale | Totale | Totale | Totale | Totale | Totale |
| Competizione      | %Vittorie | G       | V       | N       | P       | Pf      | Ps      | G            | V            | N            | P            | Pf           | Ps           | G      | V      | N      | P      | Pf     | Ps     |
| ----------------- | --------- | ------- | ------- | ------- | ------- | ------- | ------- | ------------ | ------------ | ------------ | ------------ | ------------ | ------------ | ------ | ------ | ------ | ------ | ------ | ------ |
| Stagione regolare | .333      | 3       | 3       | 0       | 0       | 54      | 24      | 3            | 0            | 0            | 3            | 34           | 162          | 6      | 3      | 0      | 3      | 88     | 186    |
| Playoff           | .000      | 1       | 0       | 0       | 1       | 6       | 33      | 0            | 0            | 0            | 0            | 0            | 0            | 1      | 0      | 0      | 1      | 6      | 33     |
| Totale            | .429      | 4       | 3       | 0       | 1       | 60      | 57      | 3            | 0            | 0            | 3            | 34           | 162          | 7      | 3      | 0      | 4      | 94     | 219    |